# غونار جانيت
غونار جانيت (بالإنجليزية: Gunnar Jeannette)‏ هو سائق سيارة سباق أمريكي، ولد في 5 مايو 1982 في بالم بيتش في الولايات المتحدة.

## وصلات خارجية
- غونار جانيت على موقع DriverDB.com (الإنجليزية)

- الموقع الرسمي